# سارة باول
سارة باول (بالفرنسية: Sarah Powell)‏ هي كاتِبة وشاعرة فرنسية، ولدت في 1922، وتوفيت في 1941 في معسكر إبادة.